# Theodor Magnusson

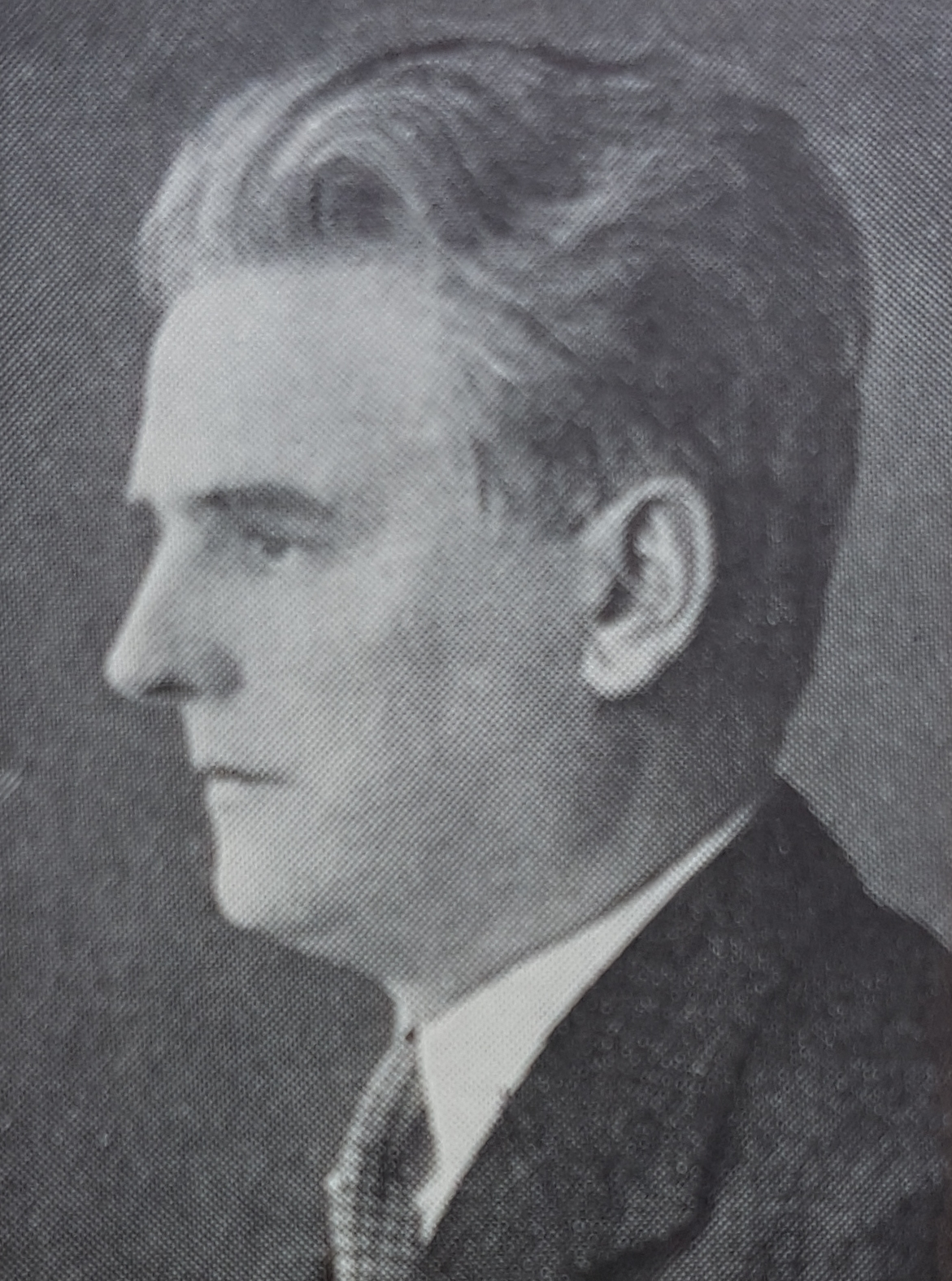
Theodor Magnusson

August Theodor Emanuel Magnusson, född 14 augusti 1890 i Stockholm, död 24 december 1943 i Göteborg, var en svensk redaktör och socialdemokratisk riksdagspolitiker.
Efter avslutad skolgång studerade Theodor Magnusson vid Brunnsviks folkhögskola 1907-1908. Theodor Magnusson blev journalist 1911 och var anställd vid Örebro-Kuriren 1911-1916, tidningen Folket i Eskilstuna 1916-1917 och Göteborgstidningen Ny Tid från 1917.  Han var ledamot av Göteborgs stadsfullmäktige 1931-1938. Han var 1938-1942  ledamot av riksdagens första kammare, invald i Göteborgs stads valkrets. Han var medlem av socialdemokratiska partiet sedan 1906 samt ledamot av styrelsen för Göteborgs arbetarekommun. Han utgav 1933 skriften "Hitlerdiktaturen"..